# Глобализация
Глобализацията е процесът на нарастване на икономическите, социални, технически, политически и културни взаимовръзки и отношения между отделните страни, организации и хора. Той е свързан с глобално разпространение и взаимопроникване на идеи, капитали, технологии и елементи на културата.
Макар контакти между сравнително отдалечени региони да съществуват още от Античността, те придобиват наистина глобален обхват едва след Великите географски открития през 15 – 16 век. Бързото развитие на транспортната и комуникационна техника през 20 век водят до бързо интензифициране на процеса на глобализация с разрастване на международната търговия и трансфер на капитали и създаване на първите политически институции от глобален мащаб.
Глобализацията е процес със спорен ефект. Налице са различни гледни точки и позиции за ползите и вредите от нея, които в много случаи са повлияни от по-общи идеологически възгледи. Докато поддръжниците на глобализацията я разглеждат като фактор за стопанското развитие в световен мащаб, нейните противници смятат, че тя е причина за икономически и екологични вреди. Възникналото в края на 20 век антиглобалистко движение става известно със своите публични демонстрации, съпътстващи важни международни форуми.

## Концепция
Хората взаимодействат помежду си през големи разстояния от хиляди години. Пътят на коприната свързва Азия, Африка и Европа е добър пример за трансформативната сила за транслокалната размяна в Стария свят. Философията, религията, езикът, изкуствата и други аспекти на културата се разпространяват и смесват, докато нациите разменят продукти и идеи. През 15-и и 16 век европейците правят важни открития в своите изследвания на океаните, вкл. началото на трансатлантическото пътуване към Новия свят на Америките. Глобалното движение на хора, стоки и идеи ще се увеличава значително през следващите векове. В началото на 19 век развитието на нови форми на транспорт (например превозни средства, работещи с пара, или железопътните линии) и телекомуникации, които свиват времето и пространството, позволяват да се постигнат все по-бързи темпове на ръст в световния обмен. През 20 век пътните превозни средства, интермодалният транспорт и авиолиниите правят транспорта дори по-бърз. Появата на електронната комуникация и по-специално на мобилните телефони и интернет позволява милиарди хора да се свързват помежду си по нов начин.

## Етимология и употреба
Терминът произлиза от английската дума Globe (сфера), която навлиза в английския език от латинското globus: „кръгла форма, сфера, топка“, и от около 1550 г. се използва в смисъла на планетата Земя, или на триизмерната ѝ проекция. Една от най-ранните известни употреби на съществителното глобализация е от 1930 г., в публикация, озаглавена „Към ново образование“ – използвано е с цел да се обозначи цялостния поглед на човешкия опит в областта на образованието. Подобен по смисъл термин, „корпоративни гиганти“, е използван от Чарлз Тейз Ръсел през 1897 г., за да опише големите национални корпорации и други големи предприятия по това време.
До 60-те години на 20 век, и двата термина започват да се използват като синоними от икономистите и други учени.
През втората половина на 1980-те, понятието навлиза в масовата преса. От самото си начало, концепцията за глобализацията вдъхновява създаването на подобни определения и тълкувания, коренящи се исторически в пътищата на търговията и развитието на големите империи в Азия и Индийския океан от 15 век насам.
Поради сложността на концепцията, изследванията, статиите и дискусиите обикновено остават фокусирани върху отделни аспекти на глобализацията.

### Определения
Роланд Робъртсън, професор по социология в университета в Абърдийн, е първият, който определя глобализацията като „свиване на света и засилването на световното съзнание като цяло.“.
М. Алброу и Е. Кинг, в труда си от 1990 г. Globalization, Knowledge and Society, определят глобализацията като:

…всички тези процеси, чрез които народите по света се включват в едно световно общество.

В The Consequences of Modernity (1990 г.), Антъни Гидънс използва следната дефиниция:

Глобализацията може да се определи като интензификация на световните социални връзки, които свързват отдалечените населени места по такъв начин, че местните събития са оформени от събития, случили се на голямо разстояние и обратно.

Книгата Global Transformations (1999 г.) на Хелд цитира следното определение на глобализацията:

Макар че в опростен смисъл глобализацията се отнася до разширяването, задълбочаването и ускоряването на глобалната взаимосвързаност, такава дефиниция се нуждае от последващо разяснение. ...Глобализацията може да бъде континуум на местно, национално и регионално ниво. В единия край на континуума лежат социални и икономически връзки и мрежи, които са организирани на местна и/ или национална основа, на другия край лежат социални и икономически връзки и мрежи, които кристализират по-широкия мащаб на регионалните и глобалните взаимодействия. Глобализацията може да се разгледа с позоваване на тези променливи пространствено-времеви процеси, на които се основава трансформацията в организацията на човешките дела, свързвайки ги заедно и разширявайки човешките дейности в отделните региони и континенти. Без позоваване на тези обширни пространствени връзки, не може да има ясно или последователно формулиране на термина. ...Задоволителната дефиниция на глобализацията трябва да съдържа всеки от тези елементи: разширение, интензивност, скорост и въздействие.

Шведският журналист Томас Ларсон, в книгата си The Race to the Top: The Real Story of Globalization (2001 г.), заявява, че глобализацията:

е процесът на свиване на света, на намаляването на разстоянията, на придвижването на нещата по-близо. Този процес касае нарасналата лекота, с която някой от единия край на света може да си взаимодейства, с взаимна полза, с човек на другия край на света.

Икономическата и социална комисия на ООН за Западна Азия описва глобализацията като:

широко използван термин, който може да се дефинира по много различни начини. Когато се използва в икономически контекст, той се отнася до намаляването и премахването на националните граници с цел да улесни потока на стоки, капитали, услуги и труд..., въпреки че все още има значителни бариери за потока на работна ръка... Глобализацията не е ново явление. Тя започва към края на деветнадесети век, но се забавя в периода от началото на Първата световна война до третата четвърт на 20 век. Това забавяне може да се отдаде на активните политики, водени от редица страни, с цел защита на индустриите им... Все пак, темпът на глобализация нараства бързо през последната четвърт на 20 век.

Том Палмър от института „Катон“ определя глобализацията като „намаляване или премахване на държавно наложените ограничения за обмен през границите и все по-интегрираната и комплексна глобална система за производство и обмен, която се очертава в резултат на това.“.
Журналистът Томас Фридман популяризира термина „плосък свят“, твърдейки, че глобализираната търговия, износът на производство, веригата на доставки, както и политическите сили, постоянно променят света, за по-добро или по-лошо. Той заявява, че темпото на глобализацията е все по-забързано и че нейното въздействие върху бизнес организациите и практиките ще продължава да расте.
Икономистът Такис Фотопулос, определя „икономическата глобализация“ като отварянето и дерегулирането на пазарите на стоки, капитал и труд, което води към настоящата „неолиберална глобализация“. Той използва термина „политическа глобализация“, за да дефинира появата на транснационален елит и постепенното премахване на държавата-нация. Фотопулос използва „културна глобализация“ за хомогенизирането на културата в световен мащаб. Други негови определения описват термините „идеологическа глобализация“, „технологична глобализация“ и „социална глобализация“.
През 2000 г., Международният валутен фонд определя четири основни аспекта на глобализацията:
- Търговия и сделки: Развиващите се страни са увеличили своя дял от световната търговия – от 19% през 1971 г. до 29% през 1999 г. Но все още има големи разлики между основните региони. Например новоиндустриализираните икономики в Азия просперират, докато африканските страни като цяло се представят лошо. Структурата на износа на една страна е важен показател за успех. Произвежданите стоки за износ се увеличават, доминирани от развитите страни и новите икономики. Изнасяните основни суровини, като например храни и материали по-често са произвеждани в развиващите се страни: делът на тези материали от общия износ е намалял през периода.
- Капиталови и инвестиционни потоци: Частните капитали, движещи се към развиващите се страни нараснаха през 1990-те години, заменяйки помощите или парите за развитие, които са спаднали значително след началото на 1980-те. Преките чуждестранни инвестиции (ПЧИ) се превръщат в най-важната категория.
- Миграцията и движението на хора: В периода между 1965 и 1990 г., делът на мигриралата трудова сила приблизително се удвои.
- Разпространение на знания (и технологии): Информацията и обменът на технологии са неделима част от глобализацията. Технологичните иновации (или технологичния трансфер) облагодетелства повечето от развиващите се и най-слабо развитите страни, като например появата на мобилните телефони.

## История
Историческите корени на глобализацията са предмет на продължаващи спорове, дължащи се до голяма степен на различните по обхват дефиниции на самото понятие глобализация. Някои учени поставят нейното начало в Новото време, докато други я разглеждат като явление с по-дълга история. Така Андре Гундер Франк, привърженик на теорията на зависимостта, смята, че глобализацията съществува от появата на търговски връзки между Шумер и Индската цивилизация през 3 хилядолетие пр.н.е.
Един ранен период на глобализационни процеси е епохата на Елинизма, когато гръкоезични търговски центрове се разпростират в обширни области от Индия до Испания, в центъра на които са големите градове Александрия, Атина и Антиохия. По-късно в тази зона на международна търговия е включен и Китай, което довежда до формирането на Пътя на коприната от западните части на империята Хан през Партското царство до Римската империя. През този период между Средиземноморието и Индия се движат около 300 кораба годишно, като превозваните от тях стоки достигат до 300 хиляди тона.
Търговските връзки в Стария свят се запазват и развиват и през Златния век на исляма, когато в международния обмен са въвлечени и части от Субсахарска Африка и вътрешността на Евразия. Религиозните изисквания на исляма за познаване на арабския език и поклонения в Мека улесняват и активизират културните контакти в Ислямския свят. През този период широко разпространение получават нови земеделски култури, като захарната тръстика и памука.
Образуването на Монголската империя през 13 век също води до улесняване на контактите между отдалечени части на Евразия. По това време е създадена първата трансконтинентална пощенска система. Обединяването на обширни части от Централна Азия е свързано и с бързото разпространение на заразни болести, като чумата. Тези ранни етапи на междурегионален обмен понякога се наричат архаична глобализация, но до 16 век глобализационните процеси са ограничени в рамките на Стария свят.
Следващият етап, наричан от някои изследователи протоглобализация, се характеризира с възхода на европейските морски империи през 16 и 17 век – първоначално Португалската и Испанската, последвани от Нидерландската и Британската. Епохата на Великите географски открития извежда глобализационния процес до наистина световен мащаб, включвайки в него изолирани дотогава части от света, като Америка, Австралия, Океания и по-отдалечените части на Африка и Азия. Откритията поставят началото на Колумбовия обмен, масовия обмен на растения, животни, храни, общности от хора, заразни болести и култура между Източното и Западното полукълбо. Новите земеделски култури, пренесени от Америка, значително подпомагат последвалия ръст на световното население. През 17 век в глобализацията се включват и големи частни компании, като основаната през Британска източноиндийска компания и създадената две години по-късно Нидерландска източноиндийска компания, които получават от своите национални правителства монополни права за търговия с определени части от света.
През 19 век глобализацията постепенно започва да придобива съвременните си форми. Индустриализацията дава възможност за евтино производство на потребителски стоки, а бързият ръст на населението създава нарастващо търсене на суровини. Основен фактор за глобализацията през този период става империализмът. След Първата и Втората опиумна война и завладяването на Индия от Великобритания големи части от Азия се превръщат в отворени пазари за британския износ. Междувременно завладяването на нови части от света, главно в Субсахарска Африка, от големите европейски държави увеличава производството на суровини като каучук, диаманти и каменни въглища. Нараства и обмена на стоки и капитали между Европа, европейските колонии и Съединените щати.
Процесът на глобализация започва да се забавя в началото на 20 век, но отново се интензифицира след Втората световна война. По това време е създадена Организацията на обединените нации, започва процесът на европейска интеграция и получава широко разпространение идеята за засилване на международните контакти като средство за предотвратяване на нов глобален военен конфликт. Предприети са стъпки за премахване на пречките пред международната търговия, а по време на Бретънуудската конференция водещите световни политически лидери се споразумяват за обща рамка на международната търговия и финанси и създават международни институции, които трябва да съдействат за процесите на глобализация – Световната банка и Международния валутен фонд.
През следващите десетилетия поредица от международни споразумения в рамките на Общото споразумение за митата и търговията, а по-късно и на Световната търговска организация, значително намаляват пречките пред свободната търговия между държавите. Така от 1970 до 2001 година обемът на световния износ нараства от 8,5% до 16,2% от световния брутен продукт.
През втората половина на 20 век засилването на международното стопанско сътрудничество довежда до развитието на големи транснационални корпорации, обикновено базирани в развитите страни. Засилва се обменът на нови научни и технически разработки, на културни продукти, като филми, музика и телевизионни предавания.

## Аспекти

### Бизнес организации в световен мащаб
С развитието на транспорта и комуникациите, международният бизнес се разраства бързо след началото на 20 век. Международният бизнес включва всички търговски трансакции (частни сделки, инвестиции, логистика и транспорт), които протичат между два или повече региона, народа или две или повече страни извън политическите им граници. Обикновено тези трансакции се извършват от частни фирми с цел печалба.
Такива търговски сделки включват икономически ресурси като капитали и природни и човешки ресурси, използвани за международното производство на материални блага и услуги като финанси, банкиране, застраховки, строителство и други.
Подобни международни бизнес споразумения са довели до формирането на мултинационалните корпорации – компании, които имат достъп до пазарите и производството в световен мащаб или такива с операции в повече от една страна. Добре познатите корпорации включват компании за бързо хранене като Макдоналдс, производители на превозни средства като General Motors, Ford Motor Company и Тойота, компании за потребителска електроника като Samsung, LG и Sony, както и енергийни компании като ExxonMobil, Shell и BP. Повечето от най-големите корпорации работят на множество национални пазари едновременно.
Все повече фирми твърдят, че оцеляването в новия глобален пазар изисква от дружествата да се снабдяват със стоки, услуги, труд и материали от чужбина, с цел непрекъснато да осъвременяват своите продукти и технологии, за да оцелеят при увеличената конкуренция.

#### Международна търговия
Абсолютно търговско предимство съществува, когато една страна може да произвежда стоки с по-малко разходи за единица продукция, отколкото би могъл да стори това търговския ѝ партньор. По същата причина, тя трябва да внася стоки, в които има абсолютно неизгодно положение.
Макар да са възможни печалби от търговията при абсолютно предимство, сравнителното предимство е възможността да се предлагат стоки и услуги на по-ниска пределна и алтернативна цена. То разширява обхвата на възможния взаимноизгоден обмен. В днешната бизнес среда, много компании определят сравнителните предимства, предлагани от международната търговия, от съществено значение за оставането им в бизнеса.

#### Търговски споразумения, блокове и зони
Специалната икономическа зона е даден географски регион, който има икономически и други закони, които са по-свободно ориентирани спрямо пазарите, отколкото националните закони на страната. Националните закони могат да бъдат преустановени вътре в тези специални зони. Категорията им обхваща много области, включително свободни търговски зони, зони за експортна обработка, свободни зони, индустриални паркове или индустриални имоти, свободни пристанища, градски предприемачески зони и др. Обикновено целта на структурата е да се увеличат преките чуждестранни инвестиции от чуждестранни инвеститори, обикновено от международния бизнес или мултинационални корпорации. Това са определени области, в които дружествата се облагат с минимални данъци или изобщо не се облагат, с цел насърчаването на икономическата активност.
Свободните пристанища исторически имат преимущество с благоприятстващи бизнеса митнически разпоредби, например свободното пристанище на Триест. Много често свободните пристанища представляват част от свободни икономически зони.
Свободната търговска зона е област, в рамките на която стоките могат да бъдат разтоварени, обработени, произведени или преконфигурирани, и реекспортирани без намесата на митническите органи. Само когато стоките се движат към потребителите на територията на страната, в която се намира зоната, те са обект на обмитяване. Свободните търговски зони са организирани около основни морски пристанища, международни летища, както и области по националните граници с географски предимства за търговия. Това е регион, където група от страни се е съгласила да намали или премахне търговските бариери.
Зона за свободна търговия е търговски блок, чиито страни-членки са подписали споразумение за свободна търговия, което елиминира тарифите, квотите за внос, и предпочитанията за повечето (ако не всички) стоки и услуги, търгувани между тях. Ако хората са свободни да се движат между двете страни, зоната за свободна търговия може да се счита и за отворена граница. Европейския съюз например, конфедерация от 28 държави членки, е зона за свободна търговия и отворена граница.
Азиатско-тихоокеанският регион е описван като „най-интегрираният търговски регион на планетата“, тъй като вътрешнорегионалната търговия формира 50 – 60% от общия внос и износ в региона. Той също така търгува потребителски стоки за износ извън региона, като например телевизори, радиоапарати, велосипеди, и текстил за САЩ, Европа и Япония.
Зоната за свободна търговия на АСЕАН е търговско споразумение на Асоциацията на народите от Югоизточна Азия, в подкрепа на местното производство във всички страни от АСЕАН. Споразумението е подписано на 28 януари 1992 г. в Сингапур. Когато е подписано първоначално, АСЕАН има шест члена – Бруней, Индонезия, Малайзия, Филипините, Сингапур и Тайланд. Виетнам се присъединява през 1995 г., Лаос и Мианмар през 1997 г., а Камбоджа през 1999 г.

### Данъчни убежища
Данъчно убежище е щат, страна или територия, където определени данъци са по-ниски или просто липсват, като по този начин компаниите могат да избегнат или да укриват данъци. Създаването на дъщерни дружества или местенето в региони със занижени или нулеви данъци се счита за привлекателна възможност от частни лица и/или корпорации. Така се създава ситуация на данъчно съревнование сред правителствата. Различните юрисдикции са убежища за различни видове данъци, както и за различните категории лица и компании. Страните, които са независими или автономни по отношение на международния закон теоретично имат неограничени сили да въведат данъчни закони, които имат ефект върху тяхната територия освен ако не са ограничени от предишни международни договори. Основната черта на данъчните убежища е, че законите им и други мерки могат да се използват за избягване или неспазване на данъчните закони или правила в други юрисдикции.

### Икономическа глобализация
Най-забележимият и често коментиран елемент на глобализацията е икономическата глобализация, включваща изменения на финансовите пазари, търговските и производствените ниши, които отслабват контрола на националните правителствата върху местното производство и потребление.
Сред основните елементи на икономическата глобализация са:
- Свободна търговия.
- Свободно движение на капитала.
- Просто преразпределение на различни отрасли на промишлеността между различни страни.
- Ръст на влияние на финансовия капитал, сравнен с търговския и промишления.
- Увеличение на потребителските кредити.
- Намаляване данъците на бизнеса (за сметка на увеличението на данъчната конкуренция между страните).

### Политическа глобализация
През втората половина на 20 век се наблюдава процес на размиване на националния суверенитет. Тази тенденция е свързана със създаването на система от международни организации и договорености по време на Втората световна война и на Студената война. Тя става по-отчетлива, в резултат на активизирането на ролята на междуправителствените и международните интеграционни организации, като Организацията на обединените нации, Международния валутен фонд, Световната банка, Световната търговска организация, Европейския съюз. Тези организации първоначално са своеобразни проводници на политиката на държавите участнички, но постепенно започват да играят самостоятелна роля и оказват значително влияние както на международните отношения като цяло, така и на своите създатели.

### Глобална финансова система
До началото на 21 век се появяват международни правни споразумения, институции, формални и неформални икономически агенти, които подпомагат движението на финансови потоци с цел инвестиции или финансиране на търговия. Тази глобална финансова система се появява по времето на първата модерна вълна на икономическата глобализация, която е белязана от създаването на централни банки, многостранни договори и междуправителствени организации, стремящи се да подобрят прозрачността, регулациите и ефективността на международните пазари. Световната икономика става все по-интегрирана финансово през 20 век, след като държавите либерализират капиталовите сметки и дерегулират финансовия сектор. По този начин обаче се натрупва по-голям риск по отношение на нестабилни капиталови потоци. Вследствие редица финансови кризи в Европа, Азия и Латинска Америка имат неблагоприятни ефекти върху другите страни. До началото на 21 век финансовите институции стават все по-големи с все по-усложнени и взаимосвързани инвестиционни дейности. Така, когато САЩ претърпява финансова криза в началото на века, тя бързо достига и до други страни. Става популярна като глобалната финансова криза и се превръща в катализатор на Голямата рецесия.

### Мултилингвизъм и появата на лингва франка
Броят на хората, които владеят няколко езика, е по-голям от тези, които говорят само един. В днешно време повечето хора са многоезични. Езиков контакт се появява по време на различни феномени, свързани с езика. В резултат се появяват различни вариации и смесици на езика.
Многоезичието става социален феномен, воден от нуждите на глобализацията и културната отвореност. Благодарение на улеснения достъп до информация чрез интернет хората все по-често се сблъскват с различни езици, затова и нуждата да се научат повече езици става по-голяма.
Лингва франка е език, който се използва системно, за да прави възможна комуникацията между хора с различен майчин език, най-вече когато е трети език, който е отдалечен от другите два майчини езика. Днес най-популярният такъв език е английският. Около 3,5 млрд. души имат някакво познание по езика. Английският език е преобладаващият език в интернет. Около 40% от световните радио програми са на английски език.
Докато мултилингвизмът е често срещан, в световен мащаб броят на говоримите езици намалява. 20-те най-разпространени езика, всеки от които се говори от повече от 50 млн. души, се говорят от около половината население на света. Същевременно много други езици се говорят в малки общности, повечето от които с по-малко от 10 хил. души. В миналото тези по-малко разпространени езици са били предпазвани с географската си изолация. Днес за говорещите езици, срещани само в определен регион или сред определено малцинство, става все по-трудно да се съревновават с хора, които владеят доминиращи езици. Така тези езици днес се считат за застрашени. Не се знае общият брой на езиците в света и съществуват различни данни в зависимост от много фактори. Счита се, че съществуват между 6000 и 7000 езика в света и между 50% и 90% от тях ще изчезнат до 2100 г.

## Критика
Критиката на глобализацията като цяло произтича от дискусии, свързани с въздействието на тези процеси на планетата, както и човешките разходи. Те оспорват пряко традиционните показатели като БВП, и други мерки, като например коефициентът на Джини или Happy Planet Index, и точка за "множество взаимосвързани фатални последици социалната дезинтеграция, разбивка на демокрацията, по-бързо и екстензивно влошаване на околната среда, разпространението на нови болести, нарастваща бедност и отчуждение, които те твърдят, са непредвидими последици на глобализацията.
Упреците са възникнали от църковни групи, национални фракции освобождение, селски дейци, интелектуалци, хора на изкуството, протекционисти, анархисти, в подкрепа на релокализацията (например, потреблението на близко производство) и други. Някои от тях са реформистки в природата, настояват за по-умерена форма на капитализма, докато други са по-революционни (мощност промяна от личен към обществен контрол) или реакционни (обществения към частния).
Някои противници на глобализацията виждат явлението като насърчаване на корпоратистки интереси. Те също така твърдят, че увеличаването на независимостта и силата на корпоративни субекти оформя политическата политика на страните. Те посочват световните институции и политики, които вярват, че те по-добре отговорят на моралните претенции на бедните и работническата класа, както и грижата за околната среда. Икономическите аргументи от справедливи търговски теоретици твърдят, че неограничената свободна търговска полза, тези с по-големи финансови възможности (т.е. богатите) за сметка на бедните.
Макар да е вярно, че свободната търговия насърчава глобализацията сред страните, в някои страни се опитват да защитят своите местни доставчици. Основният износ на по-бедните страни обикновено е селскостопанското производство. Големите страни често субсидира фермерите им (напр. Общата селскостопанска политика на ЕС), което понижава пазарната цена за чужди култури.
Преминаването към аутсорсинг: Глобализацията позволява на корпорациите да премахнат производството и сервиза на работни места от високите разходи, създаването на икономически възможности с най-конкурентни заплати и ползите за работник.
Слабите синдикати: Излишъкът на по-евтина работна ръка, съчетано с все по-нарастващия брой на компаниите в преход отслабва синдикатите в скъпите райони. Синдикатите губят ефективността си и работниците – техния ентусиазъм за синдикатите, когато членството започва да упада.
Увеличението в експлоатация на детския труд: Страни със слаби защити за деца са уязвими към заразяване от недобросъвестни фирми и престъпни банди, които ги експлоатират. Примерите включват промишленост, спасяване и работа в земеделското стопанство, както и трафика на хора, робство, принудителен труд, проституция и детска порнография.
Елена Норберг Ходж, режисьор и основател на ISEC критикува глобализацията по много начини. В книгата си „Древните фючърси“, Норберг Ходж твърди, че вековете на екологичното равновесие и хармонията в обществото са под заплаха от натиска на развитие и глобализация. Тя също така критикува стандартизирането и рационализирането на глобализацията, тъй като не винаги водят до очакваните резултати на растеж. Въпреки че глобализацията предприема подобни стъпки в повечето страни, учени като Ходж твърдят, че не биха могли да бъдат ефективни в някои страни, глобализацията действително премества някои страни назад, вместо да ги развие.

### Антиглобалисткото движение
Борбата с глобализацията, и противодействието на глобализацията, се състоят от редица критики на глобализацията, но като цяло, е от решаващо значение е корпоративния капитализъм. Движението е често наричано антиглобалистко движение, антикорпоративна глобализация или движение срещу неолибералната глобализация. Въпреки че британският социолог Пол Р. Хърст и политическият икономист Греъм Е. Томпсън твърдят, че терминът е неясен дейностите на антиглобалисткото дижение могат да включват опити за демонстриране на суверенитет, на практика местното демократично вземане на решения, или да ограничи международния трансфер на хора, стоки и капиталистически идеологии, особено свободния пазар дерегулация. Канадският автор и социален активист Наоми Клайн твърди, че терминът може да се обозначи като социално движение или да обхваща множество социални движения като национализъм и социализъм. Брус Подобник, социолог в Луис и Кларк колеж, гласи, че "по-голямата част от групи, които участват в тези протести се възползват от международни мрежи за подкрепа, и те обикновено призовават за форми на глобализацията, засилване на демократичното представителство, правата на човека, и егалитаризъм.
Икономистите Джоузеф Стиглиц и Андрю Чарлтън пишат: Антиглобалисткото движение се развило в опозиция да възприеме негативните аспекти на глобализацията. Терминът „антиглобализацията“ в много отношения е погрешно название, тъй като групата представлява широк спектър от интереси и проблеми, и много от хората, участващи в антиглобалисткото движение не поддържат по-тесни връзки между различните народи и култури по света чрез, например, помощ, помощ за бежанците, и глобални екологични проблеми.
Като цяло противниците на глобализацията в развиващите се страни са непропорционално средната класа и полувисше образование. Това контрастира рязко с положението в развиващите се страни, където антиглобалисткото движение е по-успешно за привличане на по-широк кръг, включително милиони работници и фермери.

### Опозиция на интеграцията на капиталовия пазар
Капиталовите пазари трябва да се справят с повишаване и инвестиране на парични средства в различни предприятия. Повишената интеграция на тези финансови пазари между страните води до появата на световния пазар на капитали или единен пазар в света. В дългосрочен план, повишаване на движение на капитали между държавите има тенденция в полза на собствениците на капитали, повече от всяка друга група, в краткосрочен план, собственици и работници в специфични сектори в изнасящи капитал страни носят голяма част от тежестта на регулирането до увеличаване на движение на капитала. Не е изненадващо, че тези условия довеждат до политически разделения за това дали да или да не насърчават или увеличават международната интеграция на капиталовия пазар.
Тези, които са против интеграцията на капиталовия пазар въз основа на въпроси, свързани с правата на човека са особено обезпокоени от различни злоупотреби, които смятат, че са увековечени от глобални и международни институции, които, насърчават неолиберализма, без оглед на етичните стандарти. Общите цели включват Световната банка (СБ), Международния валутен фонд (МВФ), Организацията за икономическо сътрудничество и развитие (ОИСР) и Световната търговска организация (СТО) и свободните търговски договори като Северноамериканското споразумение за свободна търговия (NAFTA), зона за свободна търговия на Америките (FTAA), на Многостранното споразумение за инвестициите (МСИ) и Общото споразумение по търговията с услуги (ГАТС). В светлината на икономическата пропаст между богатите и бедните страни, движението на привържениците твърди, че „свободна търговия“ без мерки, за да защитава по-капитализирани ще допринесе само за укрепване силата на индустриализираните държави (често са наричани „Север“ в опозиция на развиващия се свят „Юг“).

### Медия и обществено мнение
Проучване, направено от Пиър Фис и Пол Хърш през 2005 г., разкрива значително увеличение в негативните статии срещу глобализацията в миналото. През 1998 г. негативните статии са два пъти повече от поситивните. През 2008 г. Грег Ип твърди, че нарасналата опозиция срещу глобализацията може да се обясни, поне от части, с икономически собствен интерес. Броят на статиите във вестници, които показват негативната страна на явлението, нараства от 10% от всички статии през 1991 г. до 55% през 1999 г. Този ръст се случва в период, когато броят на статиите, които се отнасят до глобализацията, нараства почти двойно.
Редица международни проучвания и анкети показват, че жителите на развиващите се страни приемат глобализацията по-благосклонно. БиБиСи разкрива, че в развиващите се страни все по-често се среща мнението, че глобализацията се развива твърде бързо. Едва в няколко страни, сред които Мексико, страните от Централна Америка, Индонезия, Бразилия и Кения, множеството е на мнение, че глобализацията се случва твърде бавно.
Филип Гордън споделя, че „(към 2004 г.) по-голямата част от европейците вярват, че глобализацията може да обогати живота им, както и че Европейският съюз може да им помогне да се възползват от ползите от глобализацията, докато ги брани от негативните ѝ ефекти.“ Повечето противници са социалисти, природозащитни групи и националисти.
През 2004 г. гражданите на ЕС не се чувстват заплашени от глобализацията. Пазарът на труда в ЕС е по-стабилен и е по-малко вероятно работещите да приемат намаление на заплатата или на социалните плащания. Те от своя страна са много по-високи отколкото в САЩ.
Много от развиващите се страни виждат глобализацията като положителна сила, която ще ги извади от бедността. Тези, които са против глобализацията, обикновено обединяват загриженост за природата с национализъм. Опонентите считат правителствата за агенти на неоколониализма, които защитават интересите на мултинационалните компании. Голяма част от тези критики идват от средната класа. Според Института Брукингс това е така, защото средната класа счита по-бедните групи, които започват да се издигат в обществото, за заплаха за тяхната икономическа сигурност.

## Неравенство
Все по-интензивната международна търговия с високите граници за влизане на пазарите, корпоративната консолидация, данъчните убежища и други методи за ибягване на данъци и политическа корупция заедно пораждат неравенство в доходите и концентрация на богатство в малка част от населението: все по-неравномерно разпределение на икономически активи (богатство) и доходи сред или между населението на света, на станите и отделните индивиди. Икономическото неравенство се различава в различните общества, исторически периоди, икономически структури или системи (например капитализъм или социализъм), съвременни или минали войни, между половете и заради разликите в способността на индивидите да създават богатство. Има различни нумерологични индекси за измерване на икономическото неравенство. Един такъв е коефициентът GINI, но съществуват и много други методи.
Икономическото неравенство оказва ефект върху равенсството във възможностите. Макар според по-ранни виждания икономическото неравенство се счита за необходимо и полезно, в наши дни то се смята за все по-голям социален проблем. Предишни изследвания, според които по-голямото равенство пречи на икономическия растеж, се опровергават, тъй като през много от годините не се вижда как промяната в неравенството води до промяна в растежа. Всъщност, един от най-силните и важни фактори за устойчив икономически растеж е нивото на неравенство на доходите.
Международното неравенство е неравенство между страните. Икономическите разлики между богати и бедни страни са изключително големи. Според доклада за човешкото развитие на ООН от 2004 г. БВП на глава от населението в страни с високо, средно и ниско човешко развитие (класификация, базирана на индекса за човешко развитие на ООН) е съответно 24 806, 4269 и 1184 долара по паритет на покупателната способност (PPP$) (PPP$ = паритет на покупателната способност, измерен в щатски долара).

### Полово неравенство в глобалната работна сила
Жените често участват в работната сила като временно заети или заети на непълно работно време.Доказателства сочат, че докато глобализацията увеличава достъпа на жените до работни места, дългосрочната цел[ неясно? ] да се трансформира неравенството между половете все още не е осъществена.

## Оценки
Някои учени защитават тезата, че световната глобализация е облечена под формата на многостранно икономическо сътрудничество и е път към икономически и обществен прогрес (в общочовешки мащаб), но обслужва интересите на най-развитите страни и чрез нея те постигат мощно преразпределение на световното богатство в своя полза. Развитите страни увеличават своето богатство за сметка на по-бедните държави.